# Стенсон
Стенсон (швед. Stensån) — мала річка на півдні Швеції. Довжина річки становить 50 км, площа басейну  — 284,5 км². На річці 2002 року побудовано ГЕС з встановленою потужністю 0,03 МВт та з середнім річним виробництвом 0,08 млн кВт·год. 